# Platygaster elongata
Platygaster elongata is een vliesvleugelig insect uit de familie van de Platygastridae. De wetenschappelijke naam van de soort is voor het eerst geldig gepubliceerd in 1833 door Haliday.